# 德田重男
德田重男（1934年8月18日—），日本AV男優，別名松木梅吉。

## 簡介
1934年，出生於東京都中央區。
1957年，大學畢業。
1975年，進入旅行社工作，一直到70歲才退休。

## 成人片經歷
和各個年齡層的AV女優都有合作過，其中包括了日本最年長的AV女優伊藤富士子，更有中年婦女及年輕的AV女優。

## 其他
由於是成人影片經常出現的常客，因此也被網友們以和田教授為名義幫他製作許多迷因圖。